# 里科 (加利福尼亞州)
里科（英語：Rico）是位於美國加利福尼亞州因皮里爾縣的一個非建制地區。該地的面積和人口皆未知。

## 地理
里科的座標為32°48′24″N 115°23′51″W / 32.80667°N 115.39750°W，而該地的平均海拔高度為-6米（即-20英尺）。